# Natuurreservaat Boven-Coesewijne

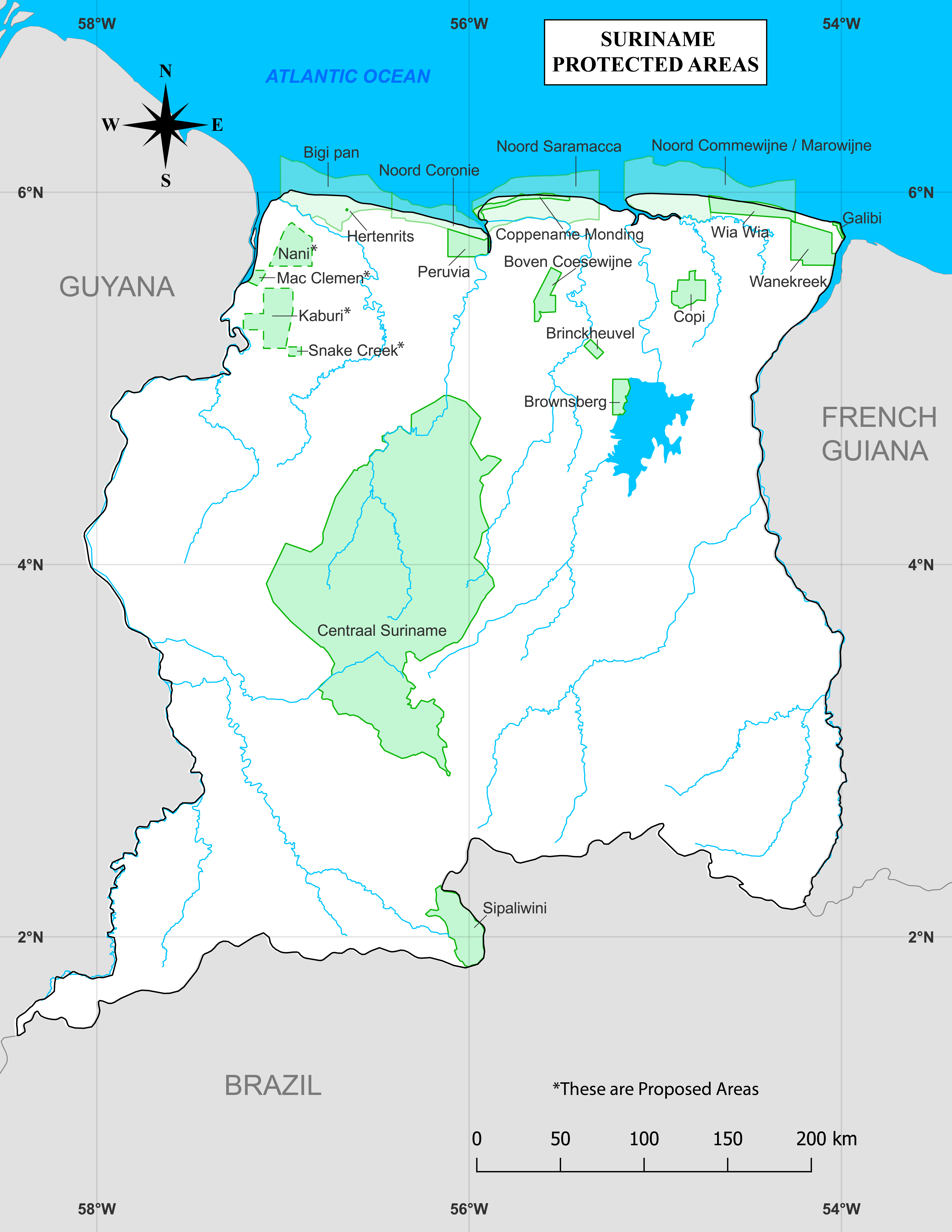
Beschermde gebieden in Suriname, waaronder Boven-Coesewijne (midden boven). De rivier is niet afgebeeld.

Het Natuurreservaat Boven-Coesewijne is een centraal in noord-Suriname gelegen natuurreservaat van 27.000 hectare aan de bovenloop van de Coesewijne, een zwartwaterrivier. 
Het heeft een grote afwisseling aan landschappen: zwampen, savannes, droog hoogland bos, en een grote diversiteit aan planten en dieren, onder meer zeekoeien, reuzenotters, brilkaaimannen. Het reservaat is belangrijk voor de bescherming en het behoud van de zeldzame bruinzand-savanne van het "Coesewijne-type", savannes van het "Zanderij-type" en droge witzand-savannes van het "Casipora-type". Het reservaat is mede daarvoor ingesteld in 1986, naar aanleiding van onderzoek uit 1978.
Een onderzoek met wildcamera's toonde in 2011 dat de goudhaas, die ook in andere Surinaamse natuurgebieden voorkomt, de dominante grote bodembewonende planteneter is in Boven-Coesewijne. De druk van menselijke jagers, die zich vooral op planteneters richten, kan hiervan de oorzaak zijn. Typerend voor dit gebied zijn tevens de zuidelijke opossum en de jaguar. Voor het opsporen van kleine dieren en dieren die niet op de bodem leven waren de camera's ongeschikt.
Het nabijgelegen Inheemse dorp Bigi Poika heeft de traditionele rechten over het gebied. Vanaf het eind van de 19e eeuw is Coesewijne voor het dorp een heilige spirituele bron van leven geweest waarvan het hele gebied in belangrijke mate afhankelijk is.
Het beheer van het reservaat valt onder de Stinasu (Stichting Natuurbehoud Suriname). Stinasu heeft van het WWF binnen het Guianas Forests and Environmental Conservation Programme $ 350.000,- gekregen om de infrastructuur op te zetten voor het beheer. Met een bijdrage van WWF heeft Stinasu in 2004 o.a. een bescheiden infrastructuur opgezet voor het beheer. In de regel worden boswachters in dienst genomen door het ministerie van Natuurlijke Hulpbronnen. De lokale bevolking van Bigi Poika assisteert daarbij. 

## Fauna
Boven-Coesewijne telt 40 zoogdiersoorten, 342 vogelsoorten, 39 reptielen, 20 amfibieën en 50 vissoorten. Een kikkersoort die er talrijk is, is Phyllomedusa bicolor. Ook de groengestreepte gifkikker komt er voor.

## Beeldgalerij

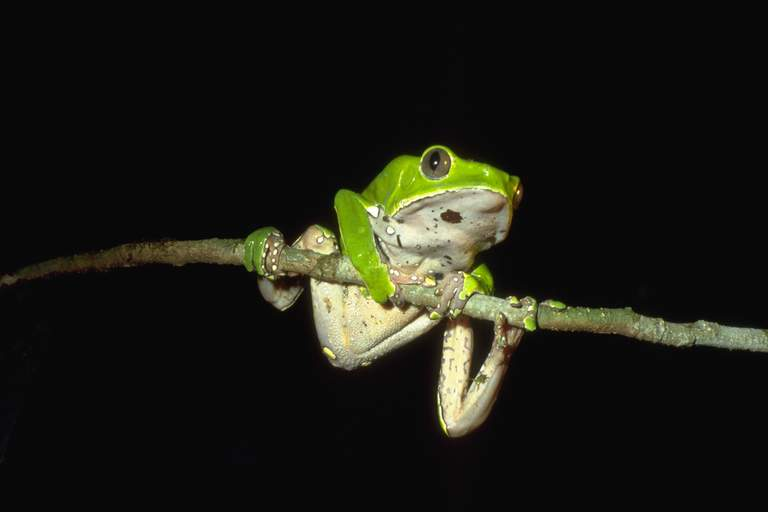
Phyllomedusa bicolor
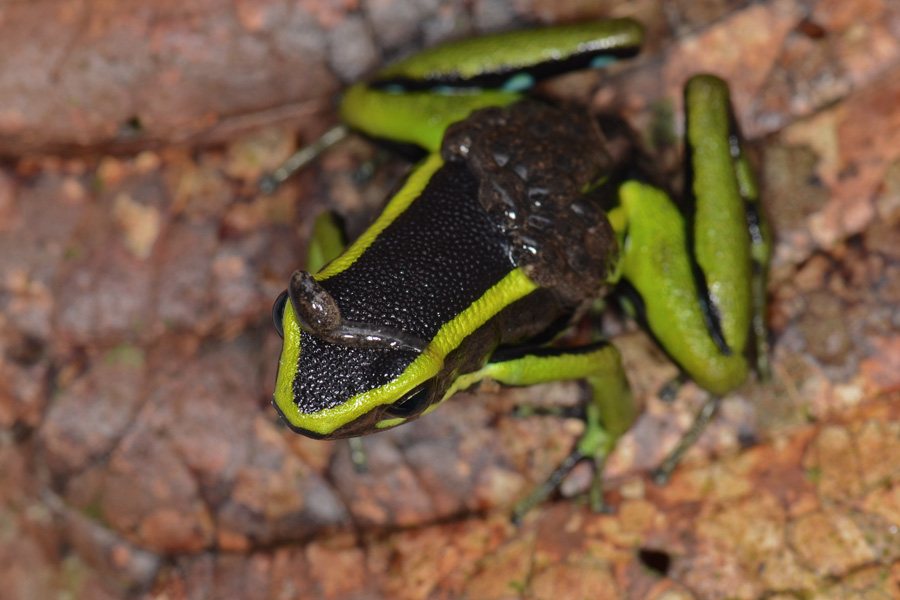
Groengestreepte gifkikker met jongen